# Суль Павло
Суль Павло (Псевдо: Наум, Черешня; 1921, с. Пильгани, Горохівський район, Волинська область – 24 вересня 1950, біля с. Копачівка, Рожищенський район, Волинська область) – лицар Срібного хреста бойової заслуги УПА 2 класу, Бронзового хреста заслуги УПА.

## Життєпис
У 1930-х рр. відбув строкову службу у Польській армії. В лавах УПА із 1943 р. Командир чоти у загоні ім. Богуна (літо 1943 – ?), а згодом керівник Рожищенського районного проводу ОУН. 
Загинув у наслідок зради наскочивши на засідку військ МДБ. Старший булавний УПА (?).

## Нагороди
- Згідно з Наказом Головного військового штабу УПА ч. 3/48 від 23.10.1948 р. старший булавний УПА, керівник Рожищенського районного проводу ОУН Павло Суль – «Черешня» нагороджений Срібним хрестом бойової заслуги УПА 2 класу.
- Згідно з Наказом Головного військового штабу УПА ч. 1/52 від 20.06.1952 р. керівник Рожищенського районного проводу ОУН Павло Суль – «Черешня» нагороджений Бронзовим хрестом заслуги УПА.